# Дом отделения Государственного банка СССР (Нежин)
Дом отделения Государственного банка СССР — памятник архитектуры местного значения. Сейчас здесь размещается административные учреждения.

## История
Изначально объект был внесён в «список памятников архитектуры вновь выявленных» под названием Дом отделения Государственного банка СССР.
Приказом Министерства культуры и туризма от 21.12.2012 № 1566 присвоен статус памятник архитектуры местного значения с охранным № 10026-Чр под названием Дом отделения Государственного банка СССР.

## Описание
Дом отделения Государственного банка СССР был построен в 1950-е годы.
Двухэтажный, каменный, сложный в плане дом с ризалитом выступающим за красную линию фасада. Ризалит украшен плоским портиком из 4 трёхчетвертных колонн, который венчает треугольный фронтон. Фасад расчленяется пилястрами между, которыми четырёхугольные окна, углы фасада акцентированы пилястрами.